# Mano Negra
Mano Negra (spanisch: „Schwarze Hand“) war eine französische Band, die 1987 durch Manu Chao gegründet wurde.

## Werdegang
Bandmitglieder waren u. a. Manu Chao, sein Bruder Antoine Chao, sein Cousin Santiago Casariego, Daniel Jamet, Joseph Dahan, Philippe Teboul, Thomas Darnal, Pierre Gauthé, Tomas Arroyos, Jean-Marc Winand sowie Anouk Khélifa, die auch Manu Chaos Lebensgefährtin wurde und sich erst während seiner Solokarriere von ihm trennte. Manu Chao ist heute gerade in Deutschland vor allem auf Grund seiner sehr erfolgreichen Solokarriere bekannt.
Mano Negra fiel dadurch auf, dass sie eine Vielzahl verschiedener Musikstile (u. a. Punkrock, Ska und Latin) miteinander kombinierte. Manu Chao nennt dies Patchanka (siehe auch Mestizo-Musik). Während ihrer Laufbahn nahm sie fünf Alben auf. Zu Beginn der 1990er war sie eine der berühmtesten französischen Bands.
Die Band hatte Auftritte in vielen Ländern – insbesondere Lateinamerika besuchte sie oft. Das Abschlusskonzert der Tour „Cargo ’92“ in Buenos Aires war das letzte in der ursprünglichen Besetzung.
Die Band löste sich nach der Veröffentlichung von Casa Babylon, an der auch andere Künstler beteiligt waren, 1994 auf. Manu Chao begann drei Jahre später seine Solokarriere.

## Diskografie

### Studioalben
| Jahr | Titel        | Höchstplatzierung, Gesamtwochen, AuszeichnungChartsChartplatzierungen (Jahr, Titel, Platzierungen, Wochen, Auszeichnungen, Anmerkungen) | Anmerkungen                   |
| Jahr | Titel        | FR | Anmerkungen                   |
| ---- | ------------ | --- | ----------------------------- |
| 1988 | Patchanka    | FR145 (1 Wo.)FR | Charteinstieg in FR erst 2001 |
| 1989 | Puta’s Fever | FR130 (1 Wo.)FR | Charteinstieg in FR erst 2001 |

Weitere Studioalben
- King of Bongo (1991)
- Casa Babylon (1994)

### Livealben
| Jahr | Titel                    | Höchstplatzierung, Gesamtwochen, AuszeichnungChartsChartplatzierungen (Jahr, Titel, Platzierungen, Wochen, Auszeichnungen, Anmerkungen) | Anmerkungen                   |
| Jahr | Titel                    | FR | Anmerkungen                   |
| ---- | ------------------------ | --- | ----------------------------- |
| 1992 | In the Hell of Patchinko | FR88 (4 Wo.)FR | Charteinstieg in FR erst 2003 |

### Kompilationen
- Amerika Perdida (1991) – Kompilation mit einer neuen Nummer: America Perdida
- Bande Originale du Livre (1994) – mit Picture-Disc + Buch
- Best Of Mano Negra (1998)
- L'Essentiel (2004)
- Mini Negra (2005) – EP mit 4 Titeln
- Lo Mejor De La Mano Negra (2005) – Doppel-CD, auch: Best of Mano Negra

### Singles
| Jahr | Titel Album                   | Höchstplatzierung, Gesamtwochen, AuszeichnungChartplatzierungen (Jahr, Titel, Album, Platzierungen, Wochen, Auszeichnungen, Anmerkungen) | Höchstplatzierung, Gesamtwochen, AuszeichnungChartplatzierungen (Jahr, Titel, Album, Platzierungen, Wochen, Auszeichnungen, Anmerkungen) | Anmerkungen                   |
| Jahr | Titel Album                   | FR | UK | Anmerkungen                   |
| ---- | ----------------------------- | --- | --- | ----------------------------- |
| 1988 | Mala vida Patchanka           | FR157 (2 Wo.)FR | — | Charteinstieg in FR erst 2013 |
| 1990 | King Kong Five Puta’s Fever   | — | UK95 (1 Wo.)UK |                               |
| 1990 | Pas assez de toi Puta’s Fever | FR32 (4 Wo.)FR | — |                               |
| 1991 | Sidi h’bibi Puta’s Fever      | FR47 (2 Wo.)FR | — |                               |
| 1991 | King of Bongo King Of Bongo   | FR38 (7 Wo.)FR | — |                               |
| 1994 | Santa Maradona Casa Babylon   | FR42 (5 Wo.)FR | — |                               |

Weitere Singles
- 1987: Takin’ It Up
- 1990: Patchanka
- 1990: Rock ’n’ Roll Band
- 1991: Madame Oscar
- 1991: Out of Time Man
- 1992: Don’t Want You No More
- 1993: Mad Man’s Dead
- 1994: Señor Matanza

## Filme
- Puta's Fever (1989) – Dokumentation
- Tournée Générale (1990) – Konzert im cigale in Paris
- Amerika Perdida (1991)
- Cargo ’92 (1992)
- Pura vida (2005) – Dokumentation über die Jahre 1987 bis 1994
- Out of Time (2005) – Doppel-DVD (Nov. 2005 erschienen)
  - DVD 1 (Feb. 2006 einzeln erschienen):
    - Pura vida
    - Rock and roll Band – Live-Videos zwischen 1988 und 1992

  - DVD 2 (Feb. 2006 einzeln erschienen):
    - Putas Fever
    - Tournée générale
    - Des clips – Offizielle Videos der bekanntesten Lieder
    - les Bonus – Live-Aufnahmen der frühen Jahre
    - Audiotracks-the lost tape – Mitschnitte von raren oder unveröffentlichten Songs